# Neanide

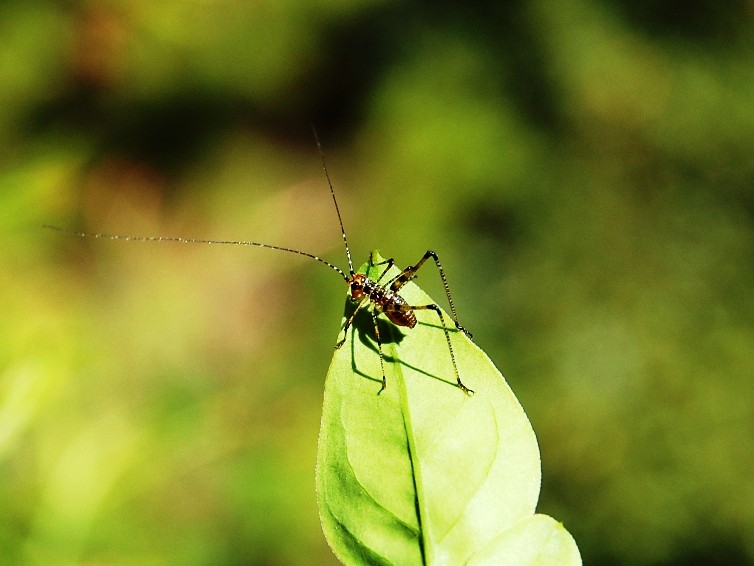
Neanide di Phaneroptera nana (Orthoptera, Tettigoniidae)

La neanide è uno degli stadi giovanili dello sviluppo postembrionale degli insetti a metamorfosi incompleta. Questo stadio giovanile non compare pertanto negli olometaboli.
Sotto certi aspetti le neanidi corrispondono alle larve degli olometaboli, ma, a differenza di queste, la loro morfologia è sostanzialmente simile a quella degli adulti, dai quali differiscono in generale per le minori dimensioni, per l'assenza delle ali e per l'immaturità degli organi riproduttivi.